# Nicolaus Michael Oppel
Nicolaus Michael Oppel (7 dicembre 1782 – 16 febbraio 1820) è stato un naturalista tedesco.

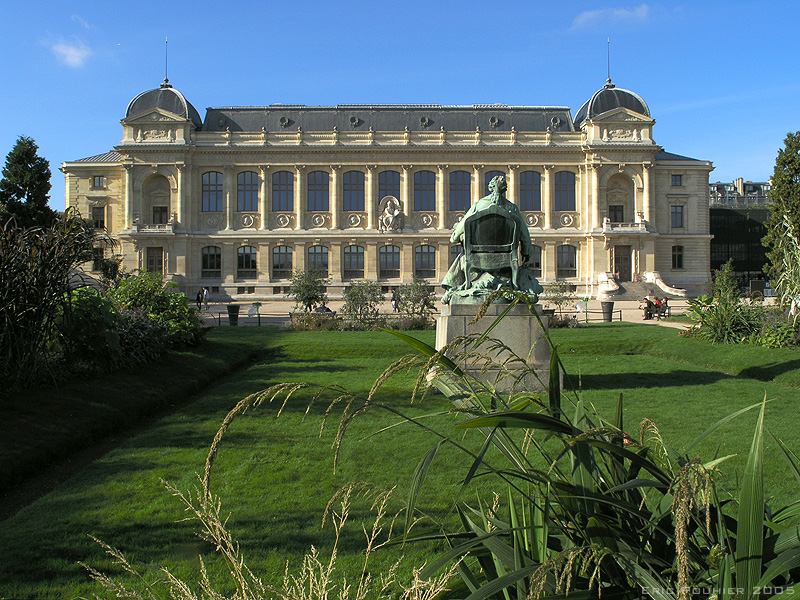
Grande Galerie de l'Évolution du Muséum national d'Histoire naturelle

Fu uno studente di André Marie Constant Duméril al Museo Nazionale di Storia Naturale di Parigi, del quale divenne in seguito assistente, catalogando e classificando numerose specie di rettili. Nel 1811 pubblicò un libro intitolato Die Ordnungen, Familien und Gattungen der Reptilien als Prodrom einer Naturgeschichte derselben, o The Orders, Families, and Types of Reptiles..., in cui introdusse per la prima volta l'ordine degli Squamati, le famiglie dei Chelonidi e dei Colubridi, e la sottofamiglia dei Crotalini, così come vari generi tuttora in uso nella tassonomia odierna.
| Oppel è l'abbreviazione standard utilizzata per le specie animali descritte da Nicolaus Michael Oppel. Categoria:Taxa classificati da Nicolaus Michael Oppel |